# 上阿布哈兹
上阿布哈兹（Zemo Apkhazeti，Apsny khykh'twi），现在通常称为阿扎拉市镇，是阿布哈兹自治共和国政府的一个地理术语及市镇。该术语首次在2006年提出，用来表示争议领土阿布哈兹的东北部分，该地区在1992年—1993年阿布哈兹战争后仍由格鲁吉亚控制。2006年9月-2008年8月期间，阿布哈兹自治共和国政府驻扎于该地区的主要村庄奇哈尔塔，该村庄同时也是阿扎拉市镇的行政中心。然而此局面在2008年8月科多里河谷战役后结束，随后上阿布哈兹被俄罗斯军队和阿布哈兹军队占领。此前，阿布哈兹当局已经控制了阿布哈兹其余领土。如今尽管不再控制该地区，格鲁吉亚政府依然保留此市镇的地位，作为不承认由分裂共和国作出的任何行政区划改变的信号。现在该市镇流亡政府的驻地为第比利斯。

## 地理
在地理上，上阿布哈兹由上科多里河谷、奇哈尔塔岭、以及跟俄罗斯联邦交界的马鲁希关口组成。该地区大约有2000名居民，主要是喬治亞人（斯凡人）。该地区面积约为阿布哈兹领土的29%。由于临近首府苏呼米及其他重要城市，因此在战略地位上意义重大。